# We Wish You a Merry Christmas
We Wish You a Merry Christmas  («Nosotros le deseamos una feliz Navidad» en inglés) es un villancico popular anónimo del siglo XVI proveniente del West Country de Inglaterra. El origen de los villancicos de Navidad en la tradición inglesa se relaciona con la costumbre en que la gente rica de la comunidad regalaba dulces navideños a los cantores de villancicos en la víspera de Navidad, como figgy puddings y Christmas puddings.
Las versiones más populares son las de Bing Crosby y John Denver ,es uno de los pocos villancicos tradicionales ingleses que menciona al año nuevo  

## Letra
We wish you a Merry Christmas

(Letra en inglés)
We wish you a Merry Christmas,

We wish you a Merry Christmas, 

We wish you a Merry Christmas,

And a Happy New Year. 

Good tidings to you, 

And all of your kin, 

Good tidings for Christmas, 

And a Happy New Year. 

We all know that Santa’s coming, 

we all likes pudding,

We all know that Santa’s coming, 

And soon will be here. 

Good tidings to you, 

And all of your kin, 

Good tidings for Christmas, 

And a Happy New Year. 

We wish you a Merry Christmas, 

We wish you a Merry Christmas, 

We wish you a Merry Christmas, 

And a Happy New Year.